# 所さんのビックリ村!〜こんなトコロになぜ?〜
『所さんのビックリ村!〜こんなトコロになぜ?〜』（ところさんのせかいのビックリむら!〜こんなトコロになぜ?〜）は、2011年から2019年までテレビ東京系列で放送されていた特別番組。司会を務める所ジョージの冠番組。

## 概要
世界の様々な「ビックリ村」を紹介していた。

## 出演者
司会
- 所ジョージ

アシスタント
- 大橋未歩（テレビ東京アナウンサー、第1 - 3、5回）
- 秋元玲奈（同上、第4回、当時療養中だった大橋の代）

ゲスト
- 各回専門家が1人出演

## ネット局
| 放送対象地域   | 放送局             | 系列           | 遅れ       |
| -------------- | ------------------ | -------------- | ---------- |
| 関東広域圏     | テレビ東京         | テレビ東京系列 | 【制作局】 |
| 北海道         | テレビ北海道       | テレビ東京系列 | 同時ネット |
| 愛知県         | テレビ愛知         | テレビ東京系列 | 同時ネット |
| 大阪府         | テレビ大阪         | テレビ東京系列 | 同時ネット |
| 岡山県・香川県 | テレビせとうち     | テレビ東京系列 | 同時ネット |
| 福岡県         | TVQ九州放送        | テレビ東京系列 | 同時ネット |
| 岩手県         | 岩手めんこいテレビ | フジテレビ系列 | 遅れネット |
| 宮城県         | 東日本放送         | テレビ朝日系列 | 遅れネット |
| 山形県         | テレビユー山形     | TBS系列        | 遅れネット |
| 福島県         | テレビユー福島     | TBS系列        | 遅れネット |

## 放送日時
| 回数   | 放送日                | 放送時間      | タイトル |
| ------ | --------------------- | ------------- | --- |
| 第1回  | 2011年 12月23日（金） | 21:00 - 22:48 | 所さんの世界のビックリ村！～こんなトコロになぜ？～                                                                                            |
| 第2回  | 2012年 8月24日（金）  | 21:00 - 22:48 | 所さんの世界のビックリ村！～こんなトコロになぜ？～                                                                                            |
| 第3回  | 2012年 12月29日（土） | 18:00 - 20:54 | 所さんの世界のビックリ村！～こんなトコロになぜ？～                                                                                            |
| 第4回  | 2013年 7月5日（金）   | 21:00 - 22:48 | 所さんの世界のビックリ村！～こんなトコロになぜ？～                                                                                            |
| 第5回  | 2013年 12月30日（月） | 18:00 - 20:54 | 所さんの世界のビックリ村！～こんなトコロになぜ？～                                                                                            |
| 第6回  | 2014年 3月21日（金）  | 18:30 - 21:50 | 所さんの世界のビックリ村！～こんなトコロになぜ？～                                                                                            |
| 第7回  | 2014年 12月27日（土） | 18:00 - 20:54 | 所さんの世界のビックリ村！～こんなトコロになぜ？～                                                                                            |
| 第8回  | 2015年 8月7日（水）   | 21:00 - 22:48 | 所さんの世界のビックリ村！～こんなトコロになぜ？～ こんなトコロになぜ？世界の果ての驚きの集落と人々                                           |
| 第9回  | 2015年 12月26日（土） | 18:00 - 20:54 | 所さんの世界のビックリ村！～こんなトコロになぜ？～                                                                                            |
| 第10回 | 2016年 12月25日（日） | 18:00 - 20:54 | 「所さんの世界のビックリ村！～こんなトコロになぜ？～」×「所でナンじゃこりゃ！？」合体SP ～クリスマスの夜は所さんと世界を驚きっぱなし3時間半～ |
| 第11回 | 2019年 9月27日（金）  | 20:54 - 22:48 | 所さんの世界のビックリ村！ 仰天！ワニ男の村＆崖の中に人が住む村に潜入                                                                         |

- 第1・2・4回はテレビ東京のみ20:54 - 21:00枠で見所が放送されていた。

## スタッフ

### 第11回現在
- ナレーション：平野義和
- VTR監修：豊田由貴夫（立教大学）、辻博子（北九州私立大学）、浜田明範（関西大学）
- 構成：政宗史子、外山信行、ゴージャス染谷、鈴木遼
- 技術：吉田健吾
- 映像：中山拓
- カメラ：木塚裕紀
- 音声：湯面由香里
- 照明：三浦弘
- アートプロデューサー：三重野基（第10回はデザイン）
- デザイン：小谷恵
- 大道具：増山達也
- アクリル装飾：ナカムラ綜美
- モニター：東京TUBE
- メイク：山田かつら
- 編集：石川雅彦
- MA：玉田良太
- 音響効果：引地康文・小松由佳（2人共TSP）
- CGデザイン：PDトウキョウ
- 技術協力：テクノマックス、e-naスタジオ、Jクルー、だだだ
- 美術・照明協力：テレビ東京アート
- ロケ技術：吉川英嗣、古本春樹、永石秀行
- コーディネート：河辺智弘、能村綾、Pacific International（PNG）Ltd
- 番宣：筒井理恵
- AP：小島千明（小島→以前はデスク）、池田詩織
- AD：吉田恵美、原美桜子
- ディレクター：高橋健二、松井美保、高橋康弘、如沢大介、勝木拓郎
- プロデューサー：藤枝彰（第11回）、飯田進、関根由美子
- チーフプロデューサー：内田久善（第3回はプロデューサー）
- 制作協力：花組
- 製作著作：テレビ東京

### 過去のスタッフ
- VTR監修：小谷真吾（千葉大学）、田所清克（京都外国語大学）、梶茂樹（京都大学）、津村宏臣（同志社大学）、杉浦敏廣、指昭博
- 構成：兵藤潤、田中到、矢野了平、なかじまはじめ
- 技術：吉田和雄
- 映像：佐久間元貴、長沼伸明
- カメラ：末永尚亨、滝瀬勝彦
- 音声：西山恵美子
- アートプロデューサー：薬王寺哲朗、野本和広
- デザイン：岡野真由子
- 大道具：岡澤晋
- 小道具：舘直樹
- アクリル装飾：八島貴広
- モニター：サンフォニックス
- プロジェクター：林尚宏
- 編集：星貴仁、竹野秀宗
- 音響効果：小田切暁・浅井孟義（共にNAP）
- CGデザイン：小野修（ワイルドグース）、CAMELLIA TOKYO、グレートインターナショナル、リトルベア
- 技術協力：札幌映像プロダクション、イメージランド、ファーストハンド
- ロケ技術：菊池健男、作左部一哉、宮川公一郎、川口宏樹、六分儀、ファーストハンド、テックサービス、クリア、ViViA
- コーディネート：久山華子、ルーカス・カワゲ、成田俊幸（GRナビ）、Wisdom Bomolo、Marcos Takemura、イースタン・デュオ
- TK：葛貫明子
- AP：加藤信、内藤結奈
- FD：高橋一馬、村田充範
- AD：河島聖奈、岡部早紀、東王地萌子、劉恒
- 番宣：岡仁、前田有花
- ディレクター：丸山仁、青木忠明、松岡活美、深川隆司、奥田紗代
- 演出：太田勇
- プロデューサー：末永剛章（第4回）、川口伸之、國玉譲始
- チーフプロデューサー：斎藤勇（第9回）
- 制作協力：TAIGA PRO